# Nicolas Brusque
Nicolas Brusque (Pau, 7 de agosto de 1976) es un ex–jugador francés de rugby que se desempeñaba como fullback.

## Carrera
Debutó en la primera del Section Paloise con 18 años recién cumplidos en 1994. Con la llegada del profesionalismo en 1995, se consolidó como titular y se proyectó como una estrella de su país.

### Biarritz Olympique
En 2001 la leyenda Serge Blanco como un directivo del Biarritz Olympique Pays Basque solicitó la contratación de Brusque como su refuerzo de confianza. El jugador se unió, solidificó la defensa del equipo y esa temporada el club se consagró campeón de la liga.
Brusque lideró a su equipo en la consecución de dos títulos de liga más y a dos finales de la Copa de Campeones Europeos de Rugby, hasta su retiro en 2010 por una lesión de rodilla y con solo 33 años.
En 2015 Blanco renunció como presidente del club y apoyó el nombramiento de Brusque en su puesto. Ejerció el cargo hasta febrero de 2018 cuando la junta de accionistas tomó el control y decidió eliminar el puesto de presidente del club.

## Selección nacional
Fue convocado a Les Bleus por primera vez en octubre de 1997 para disputar la Copa Latina, se ausentó de las concentraciones hasta 2002 debido a jugadores como Ugo Mola, Xavier Garbajosa y Nicolas Jeanjean. Disputó su último partido ante el XV del Cardo en febrero de 2006, en total jugó 27 partidos y marcó 38 puntos.

### Participaciones en Copas del Mundo
Participó de la Copas Mundiales de Gales 1999 cuando fue llamado por Jean-Claude Skrela para reemplazar al apertura lesionado Thomas Castaignède pero no jugó ningún partido y Australia 2003 donde fue el fullback titular, ganándole el puesto a Clément Poitrenaud. No fue convocado a Francia 2007 porque el entrenador Bernard Laporte prefirió llevar en su lugar a Cédric Heymans.
| Mundial                       | Sede      | Resultado     | PJ | Tries |
| ----------------------------- | --------- | ------------- | -- | ----- |
| Copa Mundial de Rugby de 1999 | Gales     | Subcampeón    | 0  | 0     |
| Copa Mundial de Rugby de 2003 | Australia | Cuarto puesto | 5  | 1     |

## Palmarés
- Campeón del Torneo de las Seis Naciones de 2002, 2004 y 2006.
- Campeón de la Copa Latina de 1997.
- Campeón de la Copa Desafío Europeo de Rugby de 1999–00.
- Campeón del Top 14 de 2001–02, 2004–05 y 2005–06.
- Campeón de la Copa de Francia de Rugby de 1997.